# 祭祀 (神道)
神道の祭祀（さいし）・お祭りは、伊勢神宮と属する諸々の神社で行われ、天下泰平・五穀豊穣・皇室の安泰・万民の平安が祈られる。
年に一度の大祭である例祭、新年元旦の歳旦祭、春の祈年祭、秋には豊穣に感謝する新嘗祭（にいなめさい）、節供（せっく）には七夕、重陽（ちょうよう）のお祭りなど、さらに細かなものを含めれば年間を通して数多く行われている。大きなものを中心に少々解説するが、それは神に対し神饌（みけ、食事）や幣帛（へいはく、布あるいは衣）を供え奉り、そして神人共食が行われる。日本のお祭りは、神職を中心に社殿の奥で行われる祭祀・祭儀と、氏子の人々が参加して行う風流に相当する部分から成る。その全体を指して祭礼と呼ぶことが多い。
また、各家庭の神棚における毎朝の神拝は家庭祭祀とされる。

## 祭祀・お祭りとは
祭祀とは古語でいう「マツリ」の事だが、古語でいうマツリという語の意味についていくつかの説がある。
まず、社を定める、御食御酒や幣帛といったお供え物を神に献供するなど、神に対して奉る（タテマツル）ことに「祭る」の字を当てたという説があり、『古事記』・崇神天皇の段に例があり、本居宣長が『古事記伝』で注釈している説である。また、マツリをラ行四段活用し、その未然形に継続を表す「フ」の語尾を付けると、物品を献上し続け服従するという意味の「マツラフ（服う）」となることから、神に対して服従することを語源とする説もある。
マツリは動詞の「待つ」を語根とした言葉であり、神を饗応しその招来を待つという意味と取る説もある。民俗学上の検証は行われているが、国語学ではマツ・ルのルは文法的に説明できず、イントネーションも異なるとされている。大本教など近代の教派神道では、マツリとは神と自然と人間の調和の取れた真の釣り合い「真釣り」であるという教説を唱えている。
日本の神道の祭祀とは、伊勢神宮と属する諸々の神社で行われており、中でも皇室（宮中）の祭祀は日本の祭祀の源流であり本筋であり、最高かつ最大であり、祭祀の形態・機能が完全に具備されており、中心をここに置いて説明することは妥当である。地鎮祭や諸社で行われる独自の祭祀、家庭で行われる神道祭祀も、基本的に皇祖神を奉る天皇の祭祀に倣ったものとなっている。
祭る対象は言うまでもなく一般には神であり、目的はより生きたいというに及ばない実祈願から、神の霊得を身に受けるということである。そうして人が充実を願った時、人を超越した何者か「カミ」（上）に対し交渉を試みるということであり、畏敬と親愛をもって祭祀が生じる。そしてその形式は、貴人に対する作法があるように、人に似ている部分もあるがそれを超越した存在に対して生じている。鎮座の建物である社殿、神饌（お供え）も人間のものに近いものもあれば、人間には住みにくい、食べにくいといったものまである。人間味のあるものと、人間離れしたものがあるのである。その姿は目に見えざる霊体であり、心眼をもって仰ぎ奉れば感得することもある。神得を仰ぐには、商業の神に病気療養を祈るということもあり、その神特有の神得以外の万神に共通した神徳を仰ぐ場合もある。
神人共食。その後の直会（なおらい）とは、『日本書紀』にて嘗（な）めらいのことであり、頂戴する意味であり、供えられた食事は霊気の加わったものと解され、これを腹に納め神の霊得を身徳する。またこれは皆で分配するということでもあり宴会である。伊勢神宮では古くは、頂戴した後に和舞（やまとまい）といい、身に心に霊得が満ちたので歓喜にたえられず舞った。
儒教では祭禮と呼んだりする。

## 様々な祭祀

### 宮中祭祀
宮中祭祀は、天皇が執り行う宮中の祭祀である。新嘗祭（にいなめさい）は毎年行われる。大嘗祭（だいじょうさい）は天皇の生涯一度、即位に際して執り行われる。

### 神社祭祀
神社で行われる祭祀は「神祇をひたすら奉斎し、神勅に明らかな報本反始の誠を捧げて、神威を発揚し神徳をすべきこと」を本義として、皇室と日本の隆昌と世界平和、氏子・崇敬者の繁栄、道義の昂揚と特性の涵養を目指す「公共的な祈り」とされる。
神社で行われている祭祀の大綱は明治8年に式部寮達「神社祭式」で制定され、明治27年に内務省訓令、昭和14年に「官国幣社以下神社祭祀令（勅令第58号）」として公布された。
神道指令によってこれらの法令が廃止された後、神社本庁が昭和27年に「神社祭祀規程」を定めた。現在行われる神社の祭祀はこの規程に基づき祭祀が営まれている。
大きく分けて大祭、中祭、小祭に分けられており、式次第などの細目を定めたものを神社祭式と呼ぶ。

#### 大祭
永らく行われてきた国家公共の祭祀、御霊代の還御を伴う祭祀、祭神と関係の深い祭祀、神社に特別の由緒がある祭祀が定められる。例祭、鎮座祭、本殿遷座祭、式年祭では神社本庁から「本庁幣」が供進される。

##### 例祭
神社鎮座の日や祭神に特に縁の深い日に行われる祭りで、神社にとって最も重要な祭祀。例祭のうち天皇の勅使を迎えて行われる祭は勅祭と称され、特に三勅祭と呼ばれる春日大社の春日祭、賀茂神社の葵祭、石清水八幡宮の石清水祭は、古来の格式を伝えている。

##### 祈年祭
2月17日に斎行。皇室の弥栄と国家・国民の一年の安泰を祈念する祭祀で、年穀の豊穣をはじめあらゆる産業の発展、国力の充実が祈られる。

##### 新嘗祭
11月23日（勤労感謝の日）に斎行。宮中で営まれる新嘗祭に合わせ新穀の収穫を感謝する祭祀。

##### 式年祭
一定の時を期して定例の様式で営まれる祭祀。鎭座日、祭神の年祭など神社にとって特に由緒の深い日に基づくものが多い。

##### 鎭座祭
新たに社殿を建て神霊を鎮める祭祀。

##### 遷座祭
神霊を本殿から仮殿もしくは権殿へ、また仮殿若しくは権殿から本殿へ遷し奉る祭祀。前者を仮殿遷座祭、後者を本殿遷座祭という。
社殿の修繕、改造にあたって臨時に行われてる場合と一定の周期で行われる場合があり、定期的なものは式年遷座祭と称する。

##### 合祀祭
神霊を合せ奉る祭祀。神社を合併する場合と祭神を増加させる場合の二種に大分される。

##### 分祀祭
祭神を分ける祭祀。新たに創立された分社に対し元の神社からその分霊を奉遷する場合、特殊信仰によって祭神を増加しようとする他の神社に対し奉遷する場合、遠隔の新開地などの移住民が神社を造営し郷土の産土神の本社から分霊を奉遷する場合に大分される。

#### 中祭
大祭に次ぐ公共性の高い祭祀、神社に由緒のある祭祀が定められる。

##### 歳旦祭
1月1日に斎行。新年を祝い、御賀の寿詞を奏し、皇室の弥栄と国運の隆昌、氏子・崇敬者並びに社会の繁栄と平和を祈念する。

##### 元始祭
1月3日に斎行。年頭にあたり天皇の弥栄と国の益々の発展を祈念する。

##### 昭和祭
4月29日（昭和の日）に斎行。昭和天皇の遺徳を景仰し、皇室の弥栄と国の益々の発展、文化の振興と産業の増進、永遠の平和を祈念する。
平成17年の祝日法改正によりみどりの日が昭和の日と変更されたことに伴い明治祭制定の前例に倣って定められた。

##### 神嘗奉祝祭
10月17日に斎行。伊勢の神宮で斎行される神嘗祭の当日、全国の神社で奉祝の誠を捧げる。
昭和22年に「神宮祭」として定められ、昭和46年に「神嘗祭当日祭」、平成18年に「神嘗奉祝祭」へと改称された。

##### 明治祭
11月3日（文化の日）に斎行。明治天皇の大業を称え、皇室の弥栄と国の発展、文化の振興と産業の増進、永遠の平和を祈念する。

##### 天長祭
天皇誕生日（2月23日）に斎行。天皇の誕生日に当って奉祝の意を表し、天皇の長寿と健康を祈念する。

#### 小祭
大祭、中祭以外の祭祀。

#### 恒例式
上記のほかに神社で行われる恒例式として下記のものが定められている。
- 昭和天皇祭遥拝（1月7日,武蔵野陵）
- 春季皇霊祭遥拝（春分の日,皇霊殿）
- 神武天皇祭遥拝（4月3日,畝傍山東北陵）
- 秋季皇霊祭遥拝（秋分の日,皇霊殿）
- 神宮遥拝（10月17日,神宮）
- 大祓（6月30日,12月31日など）

## 大嘗祭

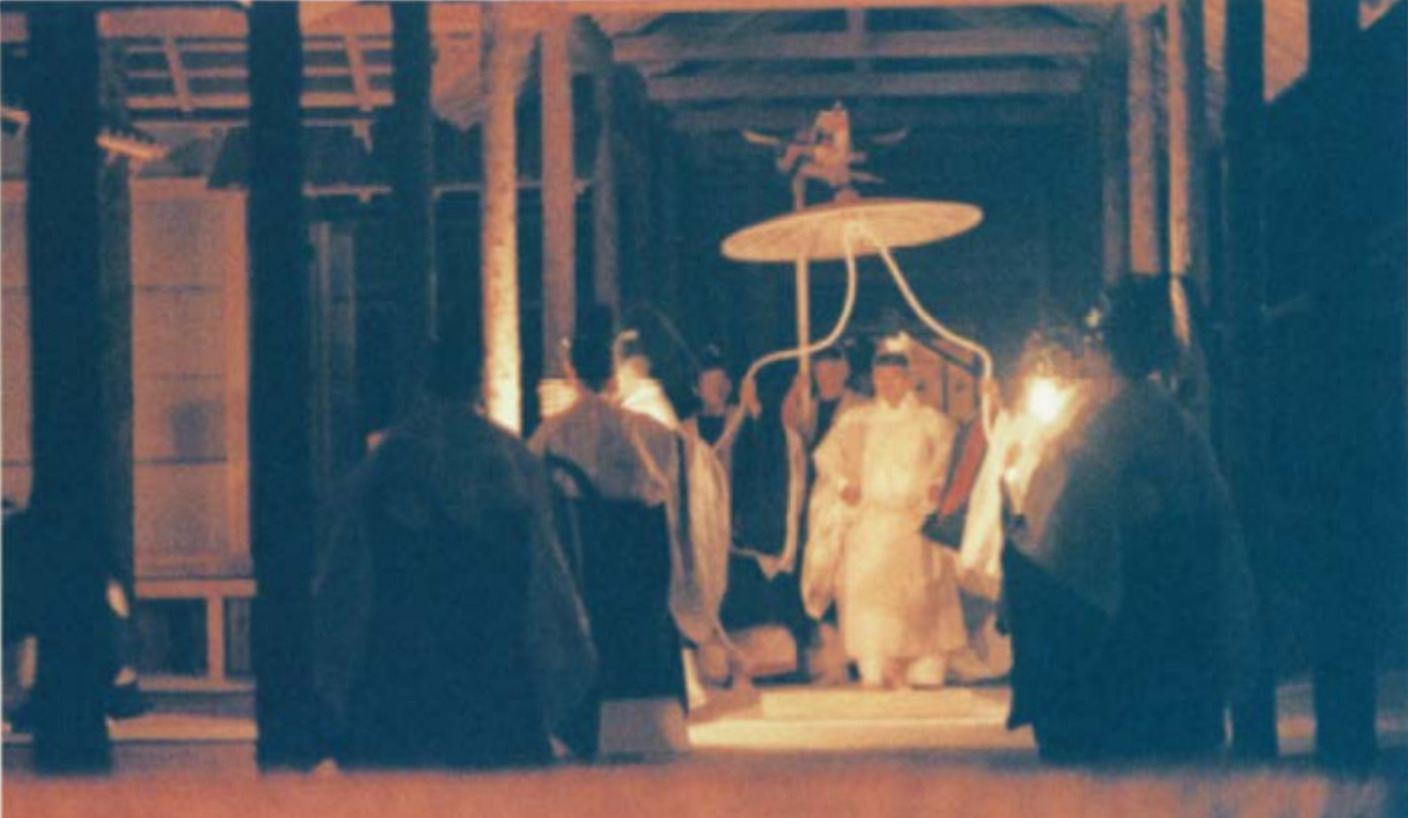
1990年（平成2年）、第125代天皇明仁の大嘗祭

大嘗祭（だいじょうさい）とは天皇の即位に際して執り行われる大新嘗祭（おおにいなめさい）のことであり、皇祖神とされる天照大御神（あまてらすおおみかみ）の「御霊（みたま）のふゆ」を天皇が体現することで、現人神（あらびとかみ）として甦るという思想から、即位の年の新嘗祭を大嘗と呼ぶようになったのである。なお、昭和天皇は終戦後、現人神でなく人間天皇であることを宣言した。
以下は、祭祀の部分であり全容ではない。
祭祀の中心部を見ていくと、天皇は天羽衣（あまのはごろも）を着たまま小忌御湯に入り御湯槽（ゆぶね）にそのまま脱ぎ捨て、湯から上がり着衣する。その間の米搗きでは、稲刈りで死んだ穀霊を蘇らせるよう、八乙女が稲舂歌を歌いながら米を搗く。祭儀中の最重要部では、天照大御神を神座に迎え、天皇は神饌（みけ）を供食する。神座の傍らには、神の御衣（ぎょい）である和妙（にぎたえ、絹）と荒妙（あらたえ、麻）が置かれている。古来のように柏の葉でできた葉盤を最姫が天皇に渡し、御飯を盛り最姫に返し、最姫は神前に並べていく。肴（さかな）、御菓子（果物）と同様にし、白酒・黒酒は天皇が注ぐ。天皇は頭を下げ、手を柏ち、「おお」といって、三箸食べる。その間、扉を開く、神饌を備えるといった際に、神楽が奏される。
祭祀の事前には、土地を定めて主となる稲だけでなく粟（アワ）も作られる。抜稲式では、造酒子（さかっこ）が田の中央で稲を集め、次いで稲実公（いなのみのきみ）が集め、御飯と御粥、白酒と黒酒にされる。大嘗祭に奉仕する者の穢れを祓う荒見川祓（あらみがわのはらえ）が行われるが、大麻（おおぬさ）に手をかけ身の表の穢れを移し、息を吹きつけ身の内の穢れを移しといったように一撫一吻（いちぶいっぷん）を行う。人形（ひとがた）で体を撫で、散米を行う。

## 春日大社を中心にして
春日大社の例祭である春日祭は、始まりが849年（嘉祥2年）とされ、神と人との仲を取りもった中臣氏の氏神を祭る、古代の祭祀の方法を伝えているといわれる。事前に山の榊を切り、神職者の祓式を行い、御酒式が行われる。
春日祭の当日には、多くの神社で見られなくなった御戸開ノ儀（みとびらきのぎ）から始まり、黒米飯（玄米）や御魚、御精進（野菜）、御菓子（唐菓子）など、調理されたことを意味する熟饌（じゅくせん）を供え、祝詞を奏上し、神宝を飾る。春日祭ではこの御戸開について克明に記録されており、特に神饌について「かなりやかましい」ということである。従来、調理した神饌が本来であったが明治維新の際に大部分の神社において廃れたものである。御戸開は、伊勢神宮では神嘗祭（かんなめさい）にしか行わず、口伝のあった神社もあり古くは殿内に入るということから重要視されており、石清水祭でも祝詞を奏上し拍手を行う。
次に祓戸社の前で中臣祓（なかとみのはらえ）を受けるが、ここでも調理した神饌をお供えし、諸々を執り行った後に散米をするが、これも現今では見られない祭式で左右中と行う。伊勢神宮では祓戸神へのお供としては千切散米が行われる。大麻（おおぬさ、祓串）の使い方も異なり、現今では音を立てて振るが、春日大社では撫でるように行われる。
春日祭の祭祀の中心部では、『延喜式』の儀式作法書通りであり、宮司がお供えされた御棚御饌（みたなしんせん）の上の柏の葉の蓋を開け、神酒を酌ぎ、共進する。天皇からの御幣物（ごへいもつ）が奉納され、勅使は天皇からの言葉である御祭文を奏上するが、この紙は春日大社では黄色、伊勢神宮では縹色（はなだいろ）、加茂神社は紅梅色などの定めがある。（麻紙も参照）
賀茂神社でも、祓いを行い、神饌を供え、祝詞を奏上しと大枠は同じである。神にお供えするために奉納される品々は、加茂神社の次第書では青和幣（あおにぎて）白和幣（しろにぎて）と書かれており、『日本書紀』では「ぬさ」、「みてぐら」、古くは「にぎたえ」とも呼ばれ、絹、麻、木綿などである。

## 家庭祭祀

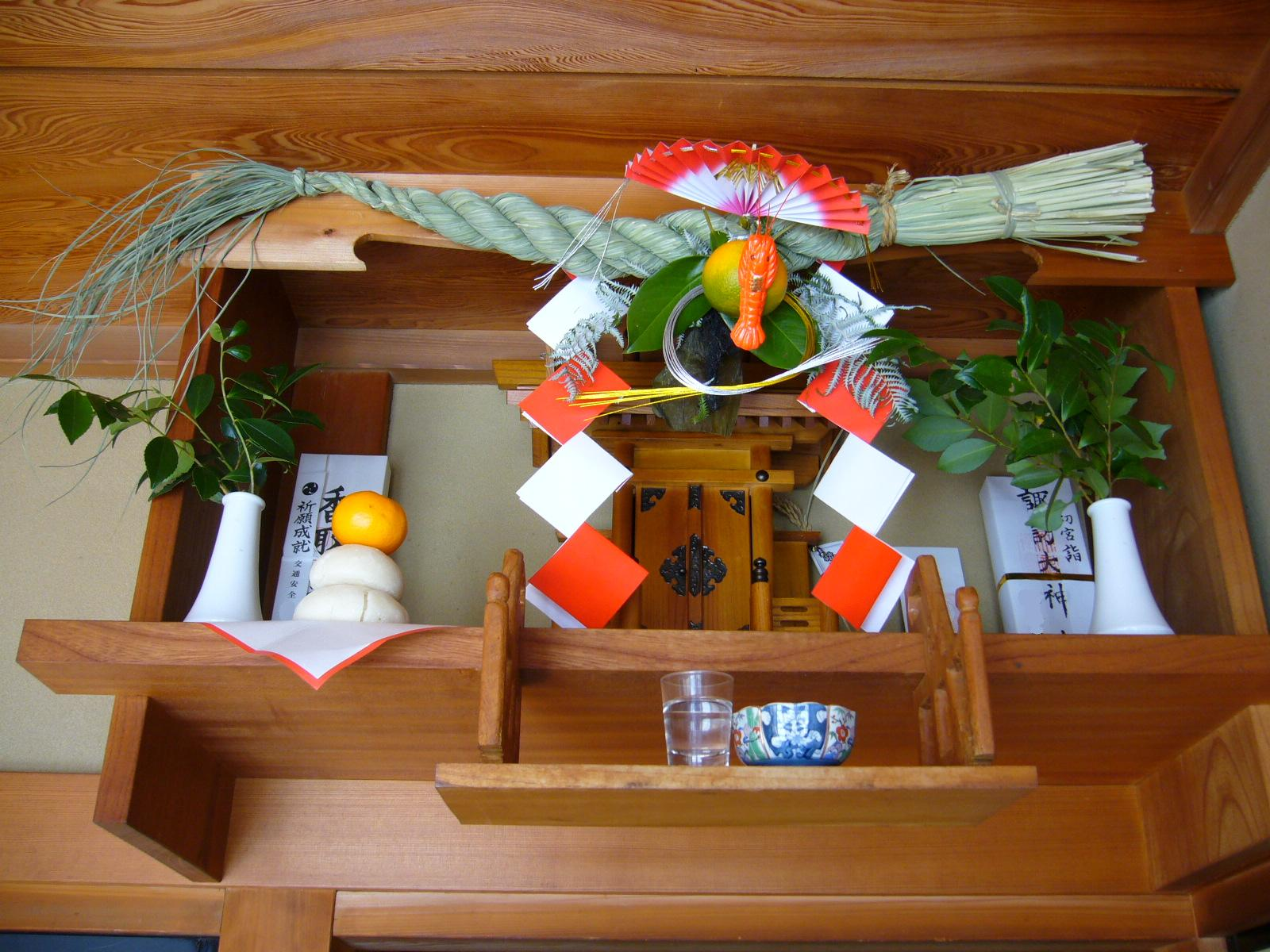
家庭の神棚では一般に、中心に伊勢神宮の神宮大麻を、右に氏神の神札、左に自分が崇敬する神社の神札を祀る、あるいは場所がなければ前からその順に重ねる、あるいはそれもできなければしかる位置の高い場所に神札を貼る。

各家庭で毎朝行われるのが家庭祭祀であり、国学者の平田篤胤は文政年間（19世紀初頭）には、『毎朝神拝詞記』を記しており、天日や日本の国土にはじまり、代々の祖先（氏神）までをこの神拝の対象としている。
一般には、神棚に米、塩、水などの神饌を供え、神社参拝と同じように二拝二拍手一拝し、拝詞を奏上するとなおよい。